# PIC18F2550
PIC18F2550 je jednočipový mikropočítač rodiny PIC18 (řada řady PIC18F2455/2550/4455/4550) vyráběný firmou Microchip technologií nanoWatt. Je určen pro aplikace, náročné na především na přenos dat. Další jeho předností je též vysoká pracovní rychlost a množství rozšiřujících obvodů (USB, komparátor, USART atd.).

## Parametry
- kombinovaná harvardská architektura s von Neumannovou
- 8bitová ALU
- Programová paměť typu FLASH o velikosti 32 kB
- Dva typy datové paměti:
  - RAM o velikosti 2 048 bajtů
  - EEPROM o velikosti 256 bajtů (pro uložení parametrů apod.)
- 1x 8bitový a 3x 16bitový časovač
- obsahuje integrovaný 10bitový A/D převodník (10 pinů) a dva komparátory
- umožňuje komunikovat prostřednictvím sběrnice USART - 3 I/O porty (A, B a E)...
- ...a jednotky USB:
  - rozhraní Low (1,5 Mbit/s) nebo Full (12Mbit/s) Speed USB 2.0
  - podporuje režimy přenosu: Control, Interrupt, Isochronous a Bulk; až 32 koncových bodů
- disponuje třemi pracovními módy (Run, Iddle, Sleep), každý s různou úrovní spotřeby:
  - Run - vše je zapnuté
  - Iddle - CPU běží, rozšiřující moduly jsou vypnuté
  - Sleep - vypnuté je jak CPU, tak i rozšiřující moduly
- napájecí napětí 2 V - 5,5 V
- 3 zdroje přerušení
- sériový port s podporou SPI a I2C
- umožňuje se sám přeprogramovat (nejčastěji se k tomuto účelu používá speciální bootloader a data pro přeprogramování se odesílají prostřednictvím sběrnice)
- maximální pracovní frekvence 48 MHz (jádro a USB modul mohou však pracovat na rozdílných frekvencích), 4 takty oscilátoru na instrukci
- instrukční soubor je složen z 75 instrukcí a 8 rozšířených

## Vyráběné verze
| Název            | Počet pinů | Pouzdro     | Pracovní teplota | Balení |
| ---------------- | ---------- | ----------- | ---------------- | ------ |
| PIC18F2550-I/SO  | 28         | SOIC 300mil | -40 °C až +85 °C | TUBE   |
| PIC18F2550-I/SP  | 28         | SPDIP       | -40 °C až +85 °C | TUBE   |
| PIC18LF2550-I/SO | 28         | SOIC 300mil | -40 °C až +85 °C | TUBE   |
| PIC18LF2550-I/SP | 28         | SPDIP       | -40 °C až +85 °C | TUBE   |